# Аренд, Дитер
Херберт Адамски (нем. Dieter Arend; Пустой шаблон {{ВД-Преамбула}} ) — немецкий гребец. Олимпийский чемпион 1936 года.
Выступал за гребной клуб в Ванзее.
Неоднократно поднимался на пьедестал чемпионата Германии по академической гребле: четыре раза выигрывал золото (1936, 1944 и дважды в 1943 году), два раза становился серебряным призёром (1936, 1941) и два раз завоёвывал бронзу (1938, 1944).
Главным достижением в карьере стала победа на Олимпийских играх 1936 года в Берлине. Тогда Дитер Аренд вместе с Герхардом Густманом и Хербертом Адамски в двойке с рулевым выиграли золотые медали, опередив в финале сборную Италии на 13 секунд.